# 三農校前站
三農校前站（日语：／ Sannoko mae eki */?）是位於青森縣上北郡六戶町折茂，十和田觀光電鐵的十和田觀光電鐵線車站（廢站）。
由於車站位於青森縣立三本木農業高等學校前方，因此在十和田觀光電鐵中，僅次於三澤站和十和田市站，此站最多乘客上下車。

## 歷史
- 1969年（昭和44年）10月1日 - 車站啟用[1]。
- 2008年（平成20年）3月1日 - （舊）十和田觀光電鐵把業務轉讓給「十鐵」，同時公司名稱改為（新）十和田觀光電鐵[1]。
- 2012年（平成24年）4月1日 - 十和田觀光電鐵線廢除，此站也廢除[1]。

## 車站構造
截至車站廢除前，此站是地面車站，設有1面1線的單式月台。路軌為東西走向。月台位於路軌北邊。此站比較簡單，沒有車站大樓，月台上設有長蓋、上蓋和自動販賣機。此站是無人車站。

## 車站周邊
車站南邊設有與十和田觀光電鐵路軌並行的三本木原水路。另外，車站鄰近十和田市和六戶町的邊界，車站位於六戶町內，而農業高校位於十和田市內。
- 青森縣立三本木農業高等學校（日语：青森県立三本木農業高等学校）
- 青森縣道10號三澤十和田線（日语：青森県道10号三沢十和田線）

## 相鄰車站
十和田觀光電鐵
十和田觀光電鐵線
古里－三農校前－高清水

## 注腳
1. 1 2 3 4 5  “特集 希望の軌道”. 廣報三澤 2012年4月号 (三澤市) (2012年4月).